# Agrafeuse
 (novembre 2024).
Si vous disposez d'ouvrages ou d'articles de référence ou si vous connaissez des sites web de qualité traitant du thème abordé ici, merci de compléter l'article en donnant les références utiles à sa vérifiabilité et en les liant à la section « Notes et références ».
Une agrafeuse est un outil permettant de fixer, à l'aide d'une agrafe, des objets de faible épaisseur, entre eux ou sur un support.
Au Québec, l'agrafeuse est communément appelée « brocheuse » ; l'agrafe est alors appelée « broche ». 

## Historique
L'agrafeuse trouve son origine dans une invention attribuée à l'Américain Henry R. Heyl : en 1877, Heyl déposa le brevet américain n° 195603, où il décrivit pour la première fois un appareil capable d'insérer et d'écraser une agrafe en une seule étape, simplifiant ainsi le processus de reliure de documents.

Cependant, la paternité de cette invention reste sujette à débat. En effet, neuf ans plus tôt, en 1868, Charles Henry Gould avait déjà déposé un brevet pour un dispositif similaire. Bien que cet appareil ne possédât pas les mêmes améliorations que celui de Heyl, il en partageait néanmoins les principes de base. Le dispositif de Gould, tout en étant un précurseur de l’agrafeuse moderne, nécessitait plusieurs étapes pour accomplir la tâche qui serait par la suite automatisée par l'invention de Heyl.

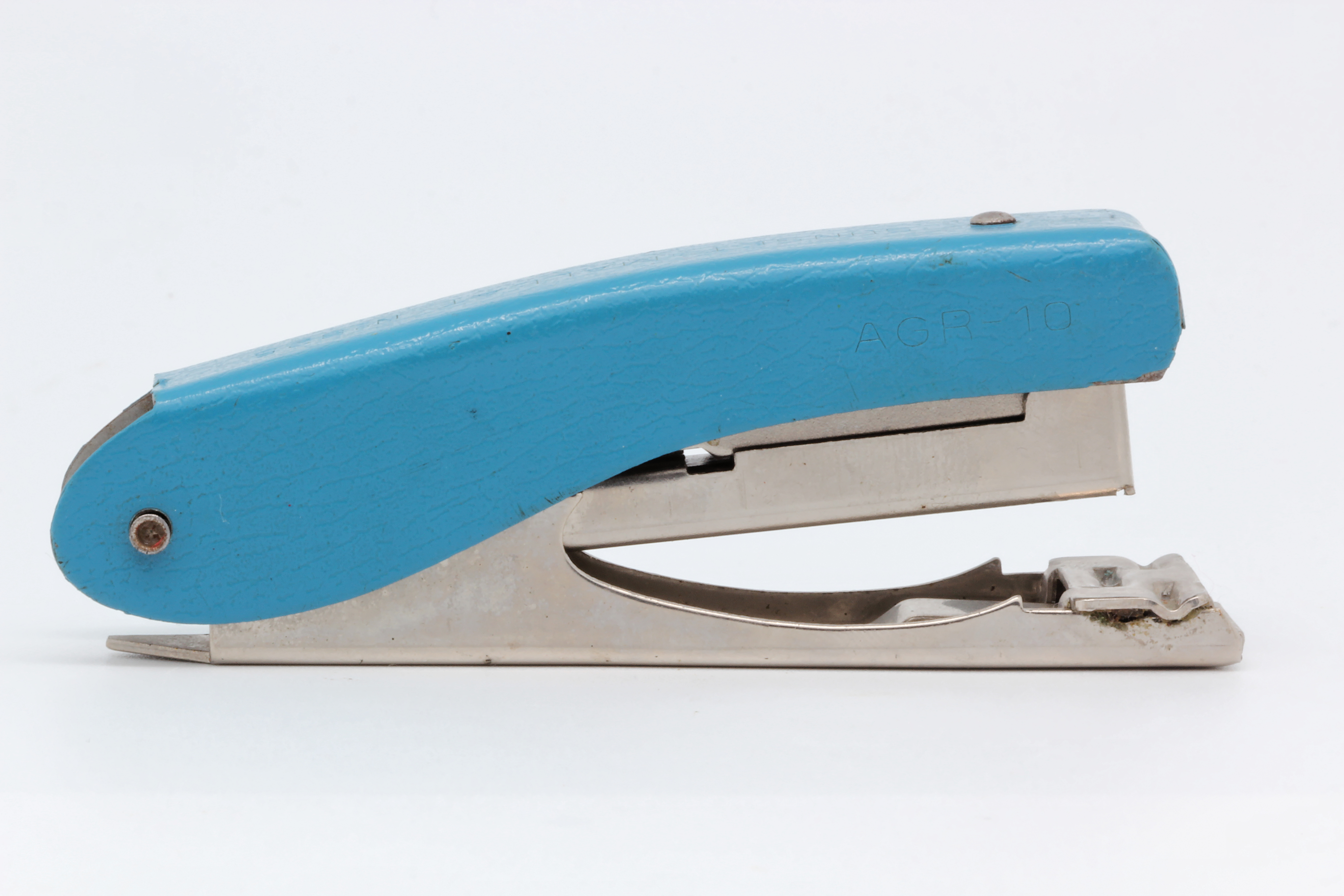
Agrafeuse de bureau.

## Différents types d'agrafeuses
Il existe plusieurs types d'agrafeuses :

### Agrafeuse «de bureau»

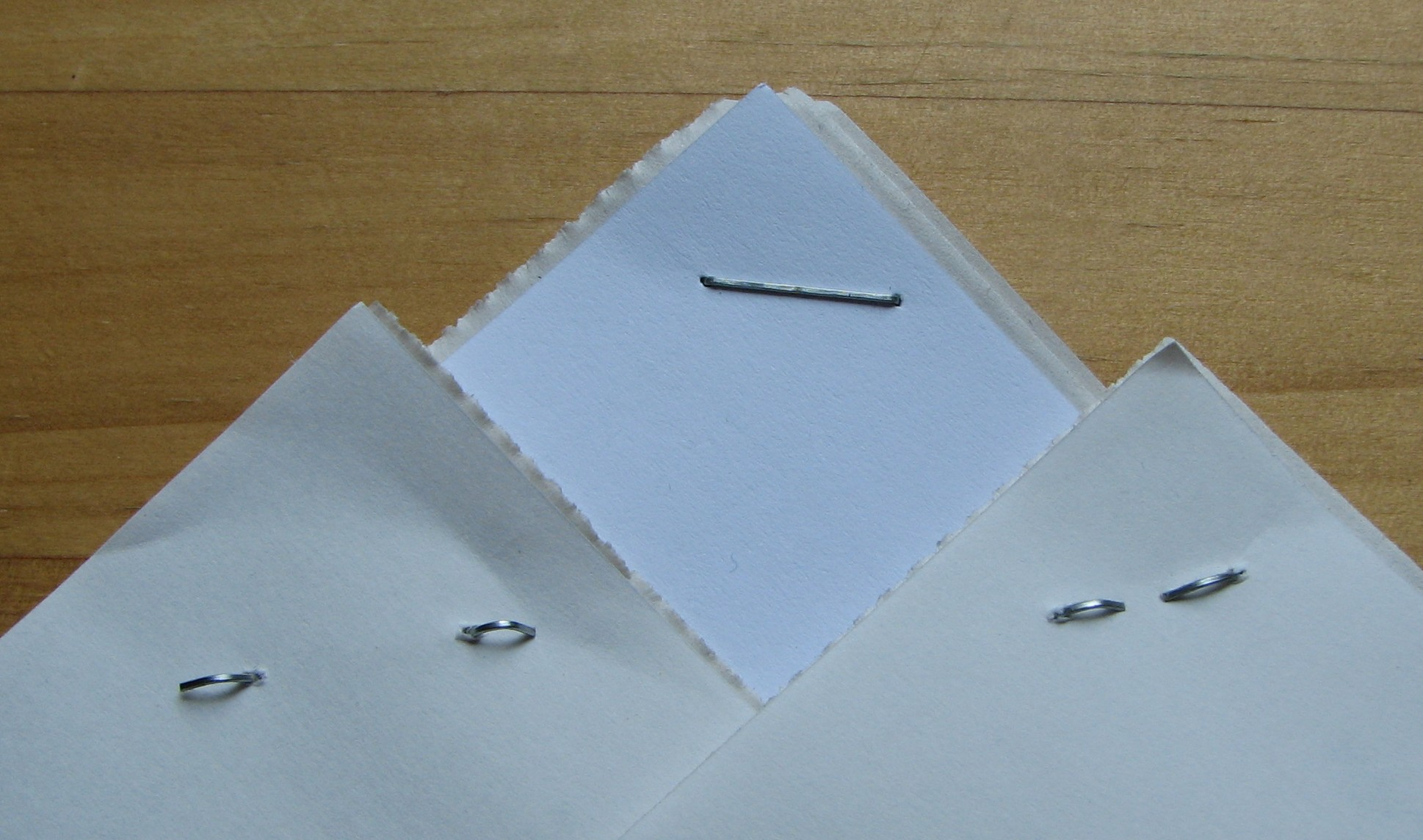
Feuilles agrafées entre elles.

L'agrafeuse accède aux deux côtés des objets à agrafer et peut ainsi replier les extrémités de l'agrafe. C'est le modèle le plus courant, utilisée au bureau, en papeterie et pour la préparation des caisses en carton ou en bois mince. La partie à agrafer est glissée entre les mâchoires de l'agrafeuse, qui opère comme une pince. Les extrémités peuvent se replier de deux façons selon le modèle de l'agrafeuse, vers l'intérieur ou vers l'extérieur de l'agrafe. Selon le modèle d'agrafeuse, la pièce de métal qui replie les agrafes peut pivoter et permet ainsi deux possibilités : les extrémités se replient l'une vers l'autre, ou se déplient vers l'extérieur. Il existe des modèles électriques de ces agrafeuses.
Certaines agrafeuses de bureau sont sous forme de pince, elles s'utilisent sans les poser sur une table, comme une poinçonneuse, dont les mâchoires se croisent.

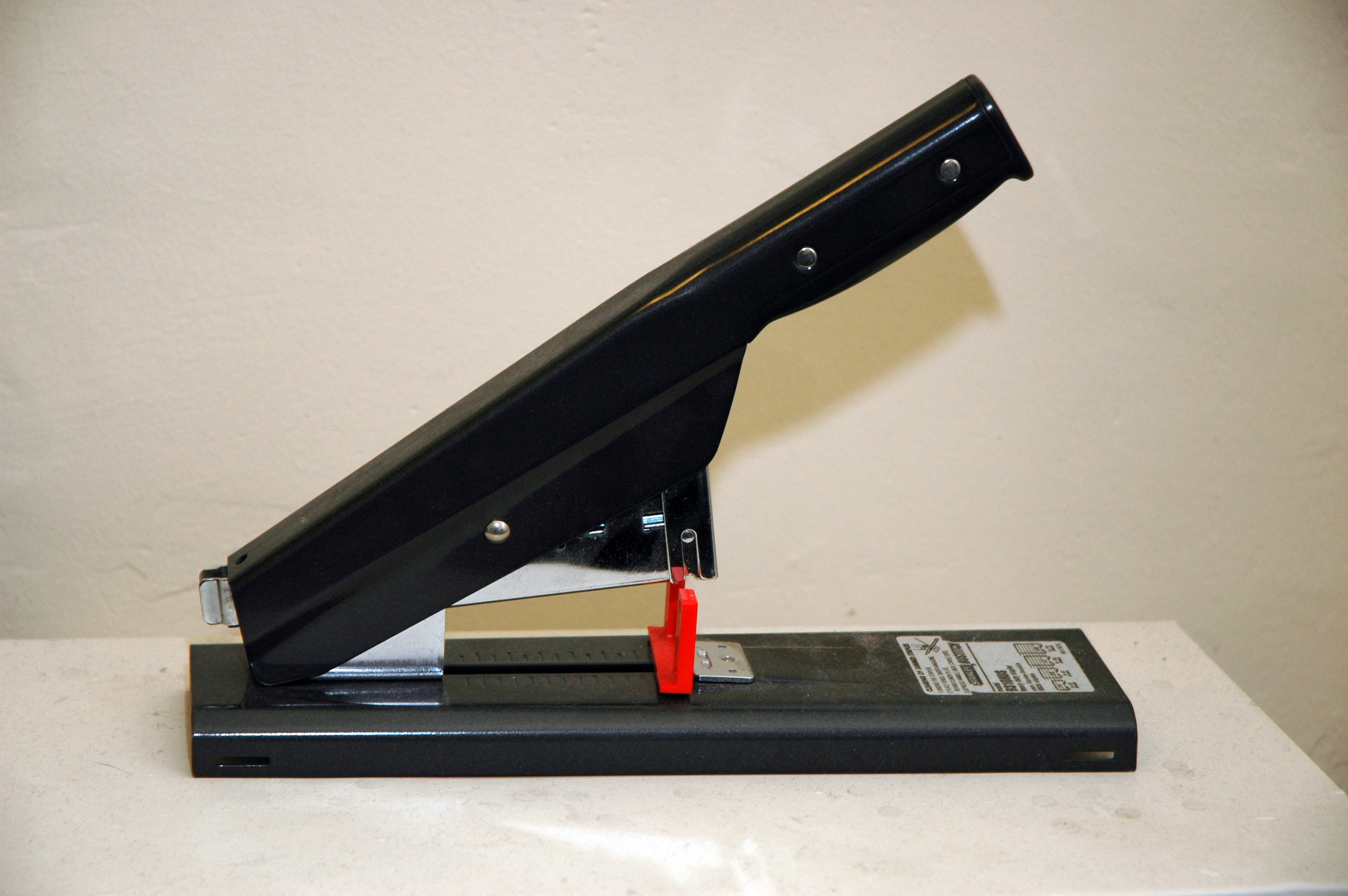
Une agrafeuse de bureau de grande capacité, pour agrafer des documents épais.

Les agrafeuses de grande capacité, souvent utilisées dans les environnements professionnels pour relier un grand nombre de documents et de cahier, s'utilisent exclusivement sur table. Elles sont équipées de guides précis qui permettent de positionner de petits paquets de feuilles pour les agrafer en cahier, garantissant ainsi une reliure nette et uniforme. 

#### Ôte-agrafes

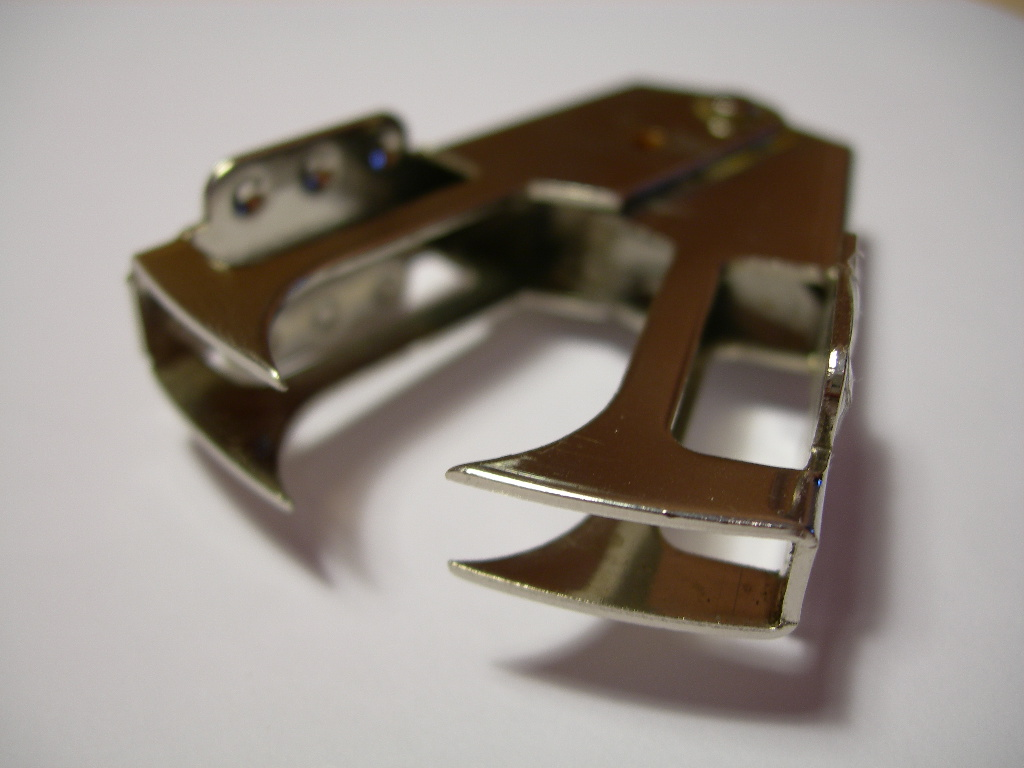
Un ôte-agrafes.

Afin d’enlever une agrafe mise en place, on utilise un ôte-agrafes. Les termes crabe, dégrafeur, dégrafeuse et arrache-agrafes sont également utilisés. Vous pouvez également parler de crocodile.

### Agrafeuse-cloueuse

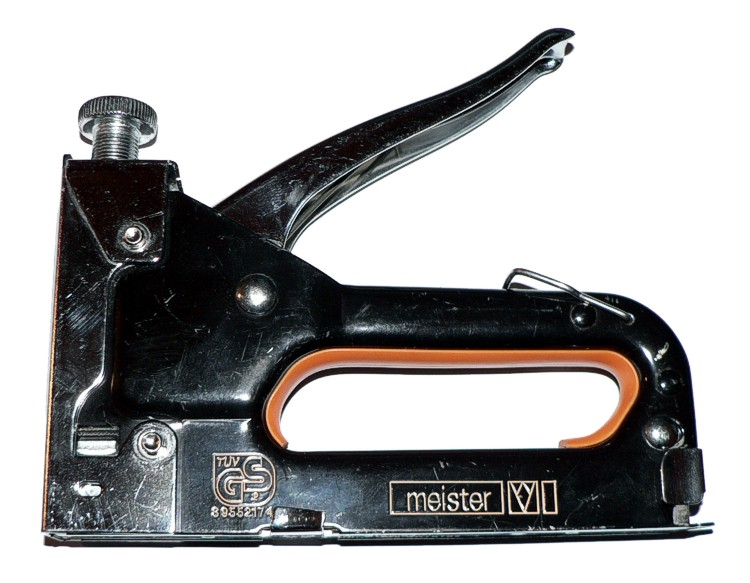
Une agrafeuse à levier.

L'agrafeuse n'accède pas au côté opposé, elle fixe un matériau mince sur un support suffisamment épais pour que les extrémités de l'agrafe s'y enfouissent sans ressortir et suffisamment rigide pour supporter l'effort sans fléchir. C'est le modèle le plus utilisé en caisserie, en ameublement et dans le bâtiment. Le système d'éjection et de plantage de l'agrafe peut être actionné par un levier, il existe aussi des modèles électriques et pneumatiques, plus proche alors d'un cloueur.
Certains modèles de bureau peuvent être ouverts pour être utilisés de cette manière pour des travaux simples. Peut être dangereux si le support n'est pas assez épais car les extrémités pointues dépassent.

#### Agrafeuse «à inertie»
Une variante des agrafeuse-cloueuse est dite « à frapper », ou « marteau à agrafer ». Elle est munie d'un manche et l'on s'en sert dans les métiers du bâtiment pour fixer des matériaux minces.
L'agrafeuse « à inertie » est un type spécifique d'agrafeuse manuelle, conçue pour fonctionner sans ressort. Son mécanisme repose sur l'inertie, c'est-à-dire la force générée par le mouvement rapide et contrôlé du levier ou de la poignée, ce qui permet de déclencher l'insertion de l'agrafe. Ce type d'agrafeuse est apprécié pour sa simplicité et sa fiabilité, puisqu'il comporte moins de pièces mobiles susceptibles de s'user ou de se bloquer par rapport aux agrafeuses traditionnelles à ressort.
L'agrafeuse à inertie est particulièrement utilisée dans des environnements où la robustesse et la longévité du matériel sont essentielles, comme dans les bureaux ou les ateliers. En l'absence de ressort, elle offre également une plus grande constance dans l'effort requis pour agrafer, ce qui peut réduire la fatigue lors d'une utilisation prolongée. Cependant, elle nécessite une action plus ferme et déterminée pour être efficace, ce qui peut être un inconvénient pour certains utilisateurs.

Ces agrafeuses sont souvent fabriquées en métal, ce qui leur confère une grande durabilité. Bien que moins courantes que les modèles à ressort, elles restent un choix populaire pour ceux qui recherchent un outil fiable, capable de résister à une utilisation intensive sans nécessiter de maintenance fréquente.

### Agrafeuse «à carton»
L'agrafeuse n'accède pas au côté opposé mais l'agrafe est tordue de manière à retourner les extrémités et éliminer les risques de s'y accrocher. Elles sont surtout utilisées pour fermer des caisses en carton quand le contenu n'est pas trop près de la fermeture et évitent de se blesser à l'ouverture de la caisse.

### Agrafeuse chirurgicale

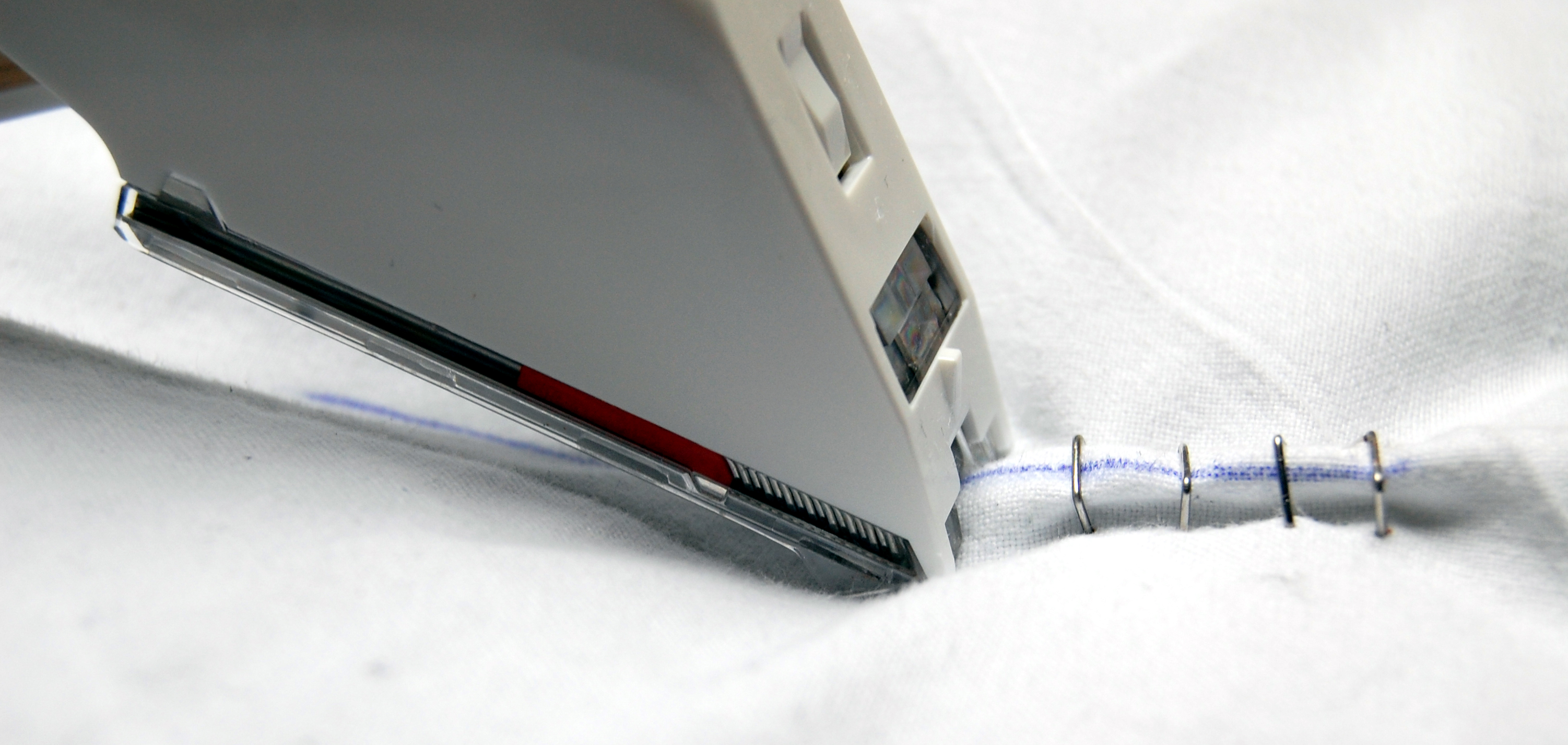
Une agrafeuse chirurgicale.

L'agrafeuse chirurgicale est un dispositif médical utilisé dans le domaine de la chirurgie pour la fermeture des plaies et la réalisation d'anastomoses (c'est-à-dire la jonction entre deux segments de tissu, généralement des organes ou des vaisseaux). Contrairement aux agrafes classiques utilisées pour le papier, les agrafes chirurgicales sont conçues pour être biocompatibles et stériles, fabriquées à partir de matériaux tels que le titane ou l'acier inoxydable, ce qui minimise le risque de réaction immunitaire et favorise la cicatrisation. Elles peuvent être résorbables ou non, selon l'application spécifique.
L'agrafeuse chirurgicale présente plusieurs avantages par rapport aux sutures traditionnelles : elle permet une fermeture plus rapide des plaies, réduit le temps opératoire, et diminue le risque d'infection en limitant la manipulation des tissus. De plus, les agrafes chirurgicales créent souvent une meilleure étanchéité pour les organes creux comme les intestins ou les poumons, ce qui est crucial pour éviter les fuites. Ces dispositifs sont largement utilisés dans des procédures telles que la chirurgie digestive, la chirurgie thoracique, et même dans certains cas, pour la fermeture des incisions lors de césariennes.
Elles se déclinent en plusieurs types, adaptés aux besoins spécifiques des interventions. Parmi eux, on trouve les agrafeuses circulaires, utilisées pour les anastomoses circulaires, et les agrafeuses linéaires, pour les sutures droites. Les modèles modernes sont souvent ergonomiques, jetables ou rechargeables, et permettent un ajustement précis de la pression exercée, réduisant ainsi les risques de dommages tissulaires.

### Agrafeuse sans agrafe

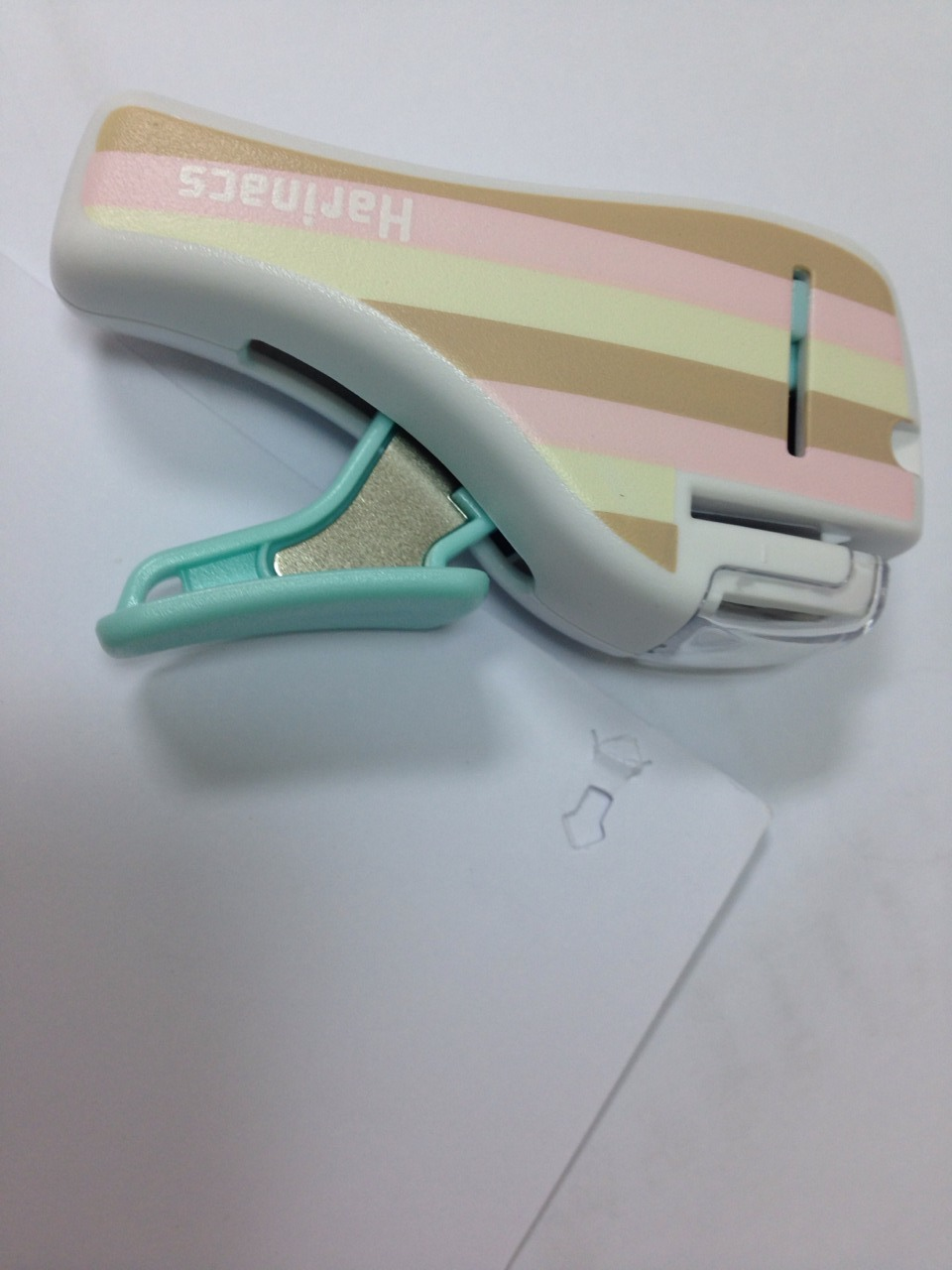
Agrafeuse sans agrafe.

Une agrafeuse sans agrafe est un outil innovant qui permet de fixer des feuilles de papier ensemble sans utiliser d’agrafes métalliques. Au lieu de percer et de plier une agrafe métallique à travers les feuilles, cette agrafeuse découpe et plie une partie du papier lui-même pour maintenir les pages attachées.

### Agrafeuse industrielle

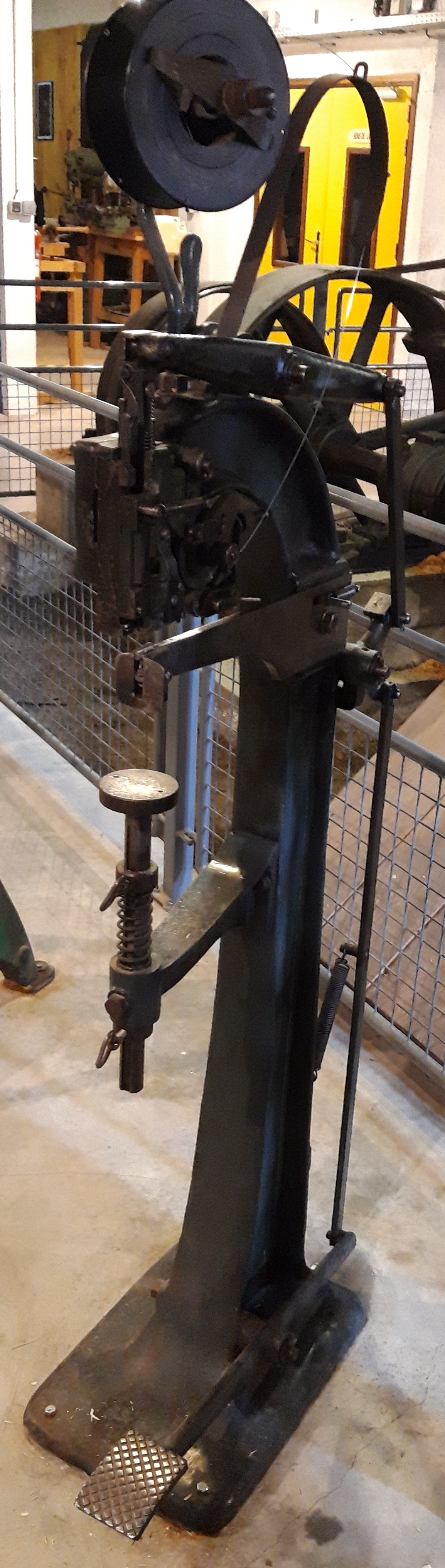
Agrafeuse industrielle utilisée pour la confection de boîtes de fromage en bois, musée des métiers du bois (Labaroche).

Pour des applications industrielles, les agrafeuses sont beaucoup plus imposantes que celle utilisées en papeterie.